# Wzgórze złamanych serc
Wzgórze złamanych serc (lub Wzgórze rozdartych serc) – amerykański dramat z 1986 roku w reżyserii Clinta Eastwooda.

## Główne role
- Clint Eastwood jako sierżant Tom „Gunny” Highway
- Marsha Mason jako Aggie
- Everett McGill jako major Malcolm A. Powers
- Moses Gunn jako sierżant Webster
- Eileen Heckart jako „Mała” Mary Jackson
- Bo Svenson jako Roy Jennings (właściciel Palace Bar)
- Boyd Gaines jako porucznik M.R. Ring
- Mario Van Peebles jako kapral „Stitch” Jones

## O filmie
Film nakręcono w USA w stanie Kalifornia (miasta: Agua Dulce, San Clemente, San Diego, San Juan Capistrano, Santa Clarita oraz baza wojskowa Camp Pendleton) oraz w Puerto Rico (wyspa Vieques).

## Tytuł
„Heartbreak Ridge” - „Wzgórze złamanych serc” to nawiązanie do trwającej miesiąc bitwy, która miała miejsce podczas wojny w Korei. Po jednej stronie konfliktu stały sprzymierzone wojska Stanów Zjednoczonych, Korei Południowej i Francji. Drugiej strony barykady broniły natomiast połączone siły ChRL i Korei Północnej. Walki toczyły się od 13 września do 15 października 1951 roku.
Celem filmu było ukazanie sukcesu amerykańskich sił zbrojnych, które, jak to określono w filmie, po remisie w Korei i klęsce w Wietnamie wzmocniły się i odniosły zwycięstwo.

## Fabuła
Akcja filmu toczy się współcześnie. Sierżant amerykańskiej Piechoty Morskiej Tom Highway zmienia miejsce służby. Przyjeżdża do garnizonu, w którym niegdyś służył, by szkolić pluton zwiadowców dowodzony przez młodziutkiego porucznika Ringa. Pomimo niechęci dowódcy pułku udaje mu się podnieść morale i wyszkolić początkowo wrogich mu podkomendnych. Dzięki jego wysiłkom żołnierze sprawdzili się w starciu z Kubańczykami podczas inwazji na Grenadę. Także życie osobiste Highwaya dobrze się ułoży.

## Nagrody i wyróżnienia
- Film nominowano w 1987 roku do Oscara za najlepszy dźwięk.